# 日本舞台芸術振興会
公益財団法人日本舞台芸術振興会（にほんぶたいげいじゅつしんこうかい、略称 NBS）は、1981年に設立された日本の財団法人である。音楽・舞踊を主とする舞台芸術の国際交流、普及向上を目的として活動している。2005年には、特定公益増進法人に認可され、2011年4月1日、公益法人制度改革に伴い、公益財団法人に移行した。

## 概要
ボリショイ・バレエ団、パリ・オペラ座バレエ団、英国ロイヤル・バレエ団、英国バーミンガム・ロイヤル・バレエ団、デンマーク・ロイヤル・バレエ団、ベルリン国立バレエ団、シュトゥットガルト・バレエ団、ミラノ・スカラ座バレエ団、オーストラリア・バレエ団、モーリス・ベジャール・バレエ団など世界の著名なバレエ団や、ミラノ・スカラ座、ウィーン国立歌劇場、英国ロイヤル・オペラ、ベルリン国立歌劇場、バイエルン国立歌劇場、フィレンツェ歌劇場、ウィーン・フォルクスオーパーなど世界の著名な歌劇場を日本に招き、数多くのバレエやオペラの公演を行っている。また国内のバレエ団では、東京バレエ団の公演を行っている。

## 組織
- 特別顧問：島村宜伸
- 理事長：槍田松瑩
- 専務理事：髙橋典夫

## 公演記録

### オペラ
これまでに以下の招聘公演を行った。カルロス・クライバーなど「キャンセル魔」として知られる音楽家が何回も来日公演を行っている。
- 1974年 バイエルン国立歌劇場 ヴォルフガング・サヴァリッシュ[3][4][5]、フェルディナント・ライトナー[4][6]、カルロス・クライバー[7]
- 1979年 英国ロイヤル・オペラ コリン・デイヴィス[8][9][10]、ロビン・ステープルトン[8]
- 1980年 ウィーン国立歌劇場 カール・ベーム[11][12]、ホルスト・シュタイン[11][13]、テオドール・グシュルバウアー[14]、ハインリヒ・ホルライザー[12][13]、ベリスラフ・クロブチャール[11][15][16]
- 1981年 ミラノ・スカラ座 クラウディオ・アバド[17][18]、カルロス・クライバー[19][20]、ブルーノ・リガッチ[20][16]
- 1986年 英国ロイヤル・オペラ ジャック・デラコート[21][22]、ガブリエーレ・フェッロ[23]、マルク・エルムレル[24]
- 1987年 ベルリン・ドイツ・オペラ ヘスス・ロペス＝コボス[25][26][27][28]、ハインリヒ・ホルライザー[29][30][31][32]
- 1988年 ミラノ・スカラ座 リッカルド・ムーティ[33][34]、カルロス・クライバー[35]、ロリン・マゼール[36][16]
- 1989年 ウィーン国立歌劇場 クラウディオ・アバド[37][38]、ハンス・グラーフ[39]、ハインリヒ・ホルライザー[40]、ニコラウス・アーノンクール[41][16]
- 1992年 英国ロイヤル・オペラ ベルナルド・ハイティンク[42][43]、ジェフリー・テイト[43][44]
- 1993年 ベルリン・ドイツ・オペラ ラファエル・フリューベック・デ・ブルゴス[45]、クリティアン・ティーレマン[46]、イルジー・コウト[47]
- 1994年 ウィーン国立歌劇場 クラウディオ・アバド[48][49]、ウルフ・シルマー[50]、カルロス・クライバー[51]
- 1995年 ミラノ・スカラ座 リッカルド・ムーティ[52][53]、ジュゼッペ・シノーポリ[54]、アルマンド・ガット[54][16]
- 1996年 フィレンツェ歌劇場 ズービン・メータ[55][56]
- 1997年 ベルリン国立歌劇場 ダニエル・バレンボイム[57][58][59]、セバスティアン・ヴァイグレ
- 1998年 ベルリン・ドイツ・オペラ クリティアン・ティーレマン[60][61]、イルジー・コウト[61][62]
- 2000年 ウィーン国立歌劇場 ジュゼッペ・シノーポリ[63]、ブルーノ・カンパネッラ[64]、準・メルクル[65]
- 2000年 ミラノ・スカラ座 リッカルド・ムーティ[66][67]
- 2001年 フィレンツェ歌劇場 ズービン・メータ[68][69]
- 2001年 バイエルン国立歌劇場 ズービン・メータ[70][71][72]
- 2002年 ベルリン国立歌劇場 ダニエル・バレンボイム[73][74][75][76]
- 2003年 ミラノ・スカラ座 リッカルド・ムーティ[77][78]
- 2004年 ウィーン国立歌劇場 小澤征爾[79][80]
- 2005年 バイエルン国立歌劇場 ズービン・メータ[81][82]、アイヴァー・ボルトン[83]
- 2006年 フィレンツェ歌劇場 ズービン・メータ[84][85]
- 2007年 ベルリン国立歌劇場 ダニエル・バレンボイム[86][87][88]
- 2008年 ウィーン・フォルクスオーパー レオポルト・ハーガー[89]、エリーザベト・アットル[90]、アンドレアス・シューラー[90][91]、ミヒャエル・トマシェック[91]
- 2008年 ウィーン国立歌劇場 小澤征爾[92]、リッカルド・ムーティ[93]、フルードリヒ・ハイダー[94]
- 2009年 ミラノ・スカラ座 ダニエル・バレンボイム[95]、ダニエレ・ガッティ[96]
- 2010年 英国ロイヤル・オペラ アントニオ・パッパーノ[97][98]
- 2011年 フィレンツェ歌劇場 ズービン・メータ[99][100] ※東日本大震災のためツアー途中で中止
- 2011年 バイエルン国立歌劇場 ケント・ナガノ[101][102]、フルードリヒ・ハイダー[103]
- 2012年 ウィーン・フォルクスオーパー アルフレート・エシュヴェ[104]、サッシャ・ゲッツェル[105]、エンリコ・ドヴィコ[106]
- 2012年 ウィーン国立歌劇場 ペーター・シュナイダー[107][108]、エヴェリーノ・ピド[109]、フランツ・ウェルザー＝メスト[107][16]、パウル・ヴァイゴルト[110][16]
- 2013年 ミラノ・スカラ座 グスターボ・ドゥダメル[111]、ダニエル・ハーディング[112]
- 2014年 ローマ歌劇場 リッカルド・ムーティ[113][114]
- 2015年 英国ロイヤル・オペラ アントニオ・パッパーノ
- 2016年 ウィーン・フォルクスオーパー ルドルフ・ビーブル、アルフレート・エシュヴェ、ゲーリット・ブリースニッツ
- 2016年 ウィーン国立歌劇場 マレク・ヤノフスキ、リッカルド・ムーティ、アダム・フィッシャー
- 2017年 バイエルン国立歌劇場 キリル・ペトレンコ[115]、アッシャー・フィッシュ[116]
- 2018年 ローマ歌劇場 ヤデル・ビニャミーニ[117]、ドナート・レンツェッティ[118]
- 2019年 英国ロイヤル・オペラ アントニオ・パッパーノ[119][120]

#### エピソード
- 「天才」カルロス・クライバーは、もともと指揮台に乗る機会が少ないにもかかわらず、1994年のウィーン国立歌劇場来日時のリヒャルト・シュトラウス『ばらの騎士』については日本で6回[121]も指揮するということで、世界中のクラシックファンを巻き込んだチケット争奪戦となった。また、キャンセルもされず、実際の演奏も観客を虜にする感動の名演となった。指揮者のカルロス・クライバーは「これ以上の演奏はできないから、もう二度と『ばらの騎士』は振らないよ」と言ったという。実際にクライバーはこの後『ばらの騎士』を指揮しないまま死去している[122]。

### バレエ
これまでに以下の公演を行っている。

#### 海外バレエ団の招聘公演
- 1967年 ベルギー国立20世紀バレエ団（ベジャール・バレエ・ローザンヌ） 振付: モーリス・ベジャール[124][125][126][127][128][129][130][131][132][133][134][135][136][137][138][139]
- 1968年 アメリカン・バレエ・シアター プロデューサー: ポール・ジラード[140][141][142][143][144][145][146][147][148][149][150][151][152][153][154][155][156][157][158][159][160][161][162][163]
- 1972年 パリ・オペラ座バレエ団 総支配人: ダニエル・ルスール 舞踊総監督: ライモン・フランケッティ[164][165][166][167][168][169][170][171][172][173][174][175][176][177][178][179][180][181][182][183][184]
- 1973年 シュツットガルト・バレエ団 劇場総支配人: ハンス・ペーター・ドール 総監督: ジョン・クランコ[185][186][187][188][189][190][191][192][193][194][195][196][197][198][199][200][201][202]
- 1975年 英国ロイヤル・バレエ団 総監督: ケネス・マクミラン[203][204][205][206][207][208][209][210][211][212][213][214][215][216][217][218][219][220][221][222][223][224][225][226][227][228]
- 1978年 ベルギー国立20世紀バレエ団（ベジャール・バレエ・ローザンヌ） 振付: モーリス・ベジャール[229][230][231][232][233][234][235][236][237][238][239][240][241][242][243][244][245][246][247][248][249][250]
- 1981年 パリ・オペラ座バレエ学校[251]
- 1982年 ベルギー国立20世紀バレエ団（ベジャール・バレエ・ローザンヌ） 振付: モーリス・ベジャール[252][253][254][255][256][257][258][259][260][261][262][263][264][265][266][267]
- 1984年 アメリカン・バレエ・シアター 芸術監督: ミハイル・バリシニコフ[268][269][270][271][272][273][274][275][276][277][278][279][280][281][282][283][284]
- 1984年 シュツットガルト・バレエ団 総監督（シュツットガルト・ヴェルテンベルク州立劇場）: ハンス・ペーター・ドル 支配人（シュツットガルト・ヴェルテンベルク州立劇場）ロルフ・クァティ 芸術監督（シュツットガルト・バレエ団）: マリシア・ハイデ[285][286][287][288][289][290][291][292][293][294][295][296][297][298][299][300]
- 1985年 ベルギー国立20世紀バレエ団（ベジャール・バレエ・ローザンヌ） 振付: モーリス・ベジャール[301][302][303][304][305][306][307][308][309][310][311][312][313][314][315][316][317][318]
- 1986年 パリ・オペラ座バレエ団 芸術監督: ルドルフ・ヌレエフ バレエ総支配人: ジャン=リュック・ショプラン[319][320][321][322][323][324][325][326][327][328][329]
- 1986年 デュポンと輝ける仲間たち シルヴィ・ギエム、モニク・ルディエール、パトリック・デュポン、エリザベット・モーラン、ファニー・ゲイダ、ジャン＝マリ・ディディエール、エルベ・ディルマン、マニュエル・ルグリ、リン・チャールズ、ファニー・ゲイダ、マニュエル・ルグリ[330][331][332][333][334][335][336][337][338][339]
- 1987年 英国ロイヤル・バレエ団 ロイヤル・オペラハウス総支配人: サー・ジョン・トゥーリー[340][341][342][343][344][345][346][347][348][349][350][351][352][353][354]
- 1987年 シュツットガルト・バレエ団 シュツットガルト・ヴェルテンベルク州立劇場総監督: プロフェッサー・ヴォルフガング・ゲネンヴァイン シュツットガルト・ヴェルテンベルク州立劇場支配人: ロルフ・クァティ シュツットガルト・バレエ団芸術監督: マリシア・ハイデ[355][356][357][358][359][360][361][362][363][364][365][366][367][368]
- 1988年 サドラーズ・ウェルズ英国ロイヤル・バレエ団（英国バーミンガム・ロイヤル・バレエ） ロイヤル・オペラハウス総支配人: サー・ジョン・トゥーリー[369][370][371][372][373][374][375][376][377][378][379][380][381][382][383][384][385][386][387][388][389][390]
- 1988年 モーリス・ベジャール・バレエ団（ベジャール・バレエ・ローザンヌ） 芸術監督: モーリス・ベジャール[391][392][393][394][395][396][397][398][399][400][401][402][403][404][405][406][407][408]
- 1989年 アメリカン・バレエ・シアター 芸術監督: ミハイル・バリシニコフ[409][410][411][412][413][414][415][416][417][418][419][420][421][422][423]
- 1990年 モーリス・ベジャール・バレエ団（ベジャール・バレエ・ローザンヌ） 芸術監督: モーリス・ベジャール[424][425][426][427][428][429][430][431][432][433][434][435][436][437][438][439][440][441][442][443]
- 1990年 シュツットガルト・バレエ団 シュツットガルト・ヴェルテンベルク州立劇場総監督: プロフェッサー・ヴォルフガング・ゲネンヴァイン シュツットガルト・ヴェルテンベルク州立劇場支配人: ロルフ・クァティ シュツットガルト・バレエ団芸術監督: マリシア・ハイデ[444][445][446][447][448][449][450][451][452][453][454][455][456][457]
- 1992年 英国ロイヤル・バレエ団 総裁: マーガレット王女 創立者: ニネット・デ・ヴァロア プリマ・バレリーナ・アソリュータ: マーゴ・フォンテーン[458][459][460][461][462][463][464][465][466][467][468][469][470][471][472][473][474][475][476][477][478][479][480][481]
- 1992年 パリ・オペラ座バレエ団 芸術監督: パトリック・デュポン メートル・ド・バレエ: パトリス・バール、ユージン・ポリヤコフ、首席振付家: ルドルフ・ヌレーエフ[482][483][484][485][486][487][488][489][490][491][492][493]
- 1992年 アメリカン・バレエ・シアター 芸術監督: ケビン・マッケンジー[494][495][496][497][498][499][500][501][502][503][504][505][506][507][508]
- 1993年 オーストラリア・バレエ団 芸術監督: メイナ・ギールグッド[509][510][511]
- 1993年 デンマーク・ロイヤル・バレエ団 総支配人: ミカエル・クリスチャンセン 芸術監督: フランク・アナセン[512][513][514][515][516][517][518][519][520]
- 1994年 シュツットガルト・バレエ団 芸術監督: マリシア・ハイデ[521][522][523][524][525][526][527][528][529][530][531][532][533][534][535]
- 1994年 モーリス・ベジャール・バレエ団（ベジャール・バレエ・ローザンヌ） 芸術監督: モーリス・ベジャール[536][537][538][539][540][541][542][543][544][545][546][547][548][549][550][551][552][553][554][555][556][557]
- 1995年 パリ・オペラ座バレエ団 バレエ学校 合同ガラ公演 阪神淡路大震災被災者救援ガラ 1995 芸術監督（パリ・オペラ座バレエ団）: パトリック・デュポン[558][559][560][561]
- 1995年 パリ・オペラ座バレエ団 芸術監督: パトリック・デュポン[562][563][564][565][566][567][568][569][570][571][572][573][574][575][576][577]
- 1995年 英国ロイヤル・バレエ団 総裁: マーガレット王女 芸術監督: アンソニー・ダウエル[578][579][580][581][582][583][584][585][586][587][588][589][590][591][592][593][594][595][596][597]
- 1995年 英国バーミンガム・ロイヤル・バレエ 芸術監督: ディヴィッド・ビントリー[598][599][600][601][602][603][604][605][606][607][608][609][610][611][612][613][614][615]
- 1996年 オーストラリア・バレエ団 芸術監督: メイナ・ギールグッド[616][617][618][619][620][621][622][623][624]
- 1996年 NBSグレート・ダンサーズ・シリーズ (1) ルグリと輝ける仲間たち カロル・アルボ、マニュエル・ルグリ、オレリー・デュポン、バンジャマン・ペッシュ、アニエス・ルテステュ、ジョゼ・アルティネス、デルフィーヌ・ムッサン、ステファーヌ・ファヴォラン、マリ=アニエス・ジロー、モニク・ルディエール、ニコラ・ル・リッシュ、ラファエル・ドゥネロ、ローラン・ノヴィス[625][626][627][628][629][630][631][632][633][634]
- 1996年 モーリス・ベジャール・バレエ団（ベジャール・バレエ・ローザンヌ） 芸術監督: モーリス・ベジャール 副芸術監督: ジル・ロマン[635][636][637][638][639][640][641][642][643][644][645][646][647][648][649][650][651][652][653][654]
- 1997年 英国ロイヤル・バレエ団 総裁: マーガレット王女 芸術監督: アンソニー・ダウエル[655][656][657][658][659][660][661][662][663][664][665][666][667][668][669][670][671]
- 1998年 ルグリ、ルディエールと輝ける仲間たち マリ=アニエス・ジロー、ロベルト・ボッレ、メラニー・ユレル、レティティア・プジョル、ステファーヌ・ファヴォラン、エルヴェ・クルタン、モニク・ルディエール、オレリー・デュポン、マニュエル・ルグリ、リオネル・ドラノエ、バンジャマン・ペッシュ、アニエス・ルテステュ、ジョゼ・マルティネス[672][673][674][675][676][677][678][679]
- 1998年 モーリス・ベジャール・バレエ団（ベジャール・バレエ・ローザンヌ） 芸術監督: モーリス・ベジャール 副芸術監督: ジル・ロマン[680][681][682][683][684][685][686][687][688][689][690][691][692][693][694]
- 1999年 英国ロイヤル・バレエ団 芸術監督: アンソニー・ダウエル[695][696][697][698][699][700][701][702][703][704][705][706][707][708][709][710][711][712]
- 1999年 ボリショイ・バレエ団 ボリショイ劇場管理部 芸術総監督、ボリショイ劇場総裁: ウラジーミル・ワシーリエフ[713][714][715][716][717][718][719][720][721][722][723][724][725][726][727][728][729][730][731][732][733][734][735][736]
- 1999年 パリ・オペラ座バレエ団 モーリス・ベジャール振付 祝祭バレエ・スペクタクル『第九』ベートーヴェン作曲、シラーの「歓喜に寄せる」による[737][738][739][740][741][742][743]
- 2000年 デンマーク・ロイヤル・バレエ団 総支配人: ミケル・クリスチャンセン 芸術監督: オーエ・トーダル=クリステンセン[744][745][746][747][748][749][750][751][752]
- 2002年 シュツットガルト・バレエ団 シュツットガルト州立劇場 総支配人: ハンス・トランクル シュツットガルト・バレエ団 芸術監督: リード・アンダーソン[753][754][755][756][757][758][759][760][761][762]
- 2002年 ボリショイ・バレエ団 ボリショイ劇場総裁: アナトリー・イクサノフ ボリショイ・バレエ団芸術監督: ボリス・アキモフ[763][764][765][766][767][768][769][770][771][772][773][774][775][776][777][778][779]
- 2002年 モーリス・ベジャール・バレエ団（ベジャール・バレエ・ローザンヌ） 芸術監督: モーリス・ベジャール 副芸術監督: ジル・ロマン[780][781][782][783][784][785][786][787][788][789][790][791][792][793]
- 2003年 パリ・オペラ座バレエ団 総裁: ユーグ・R・ガル、芸術監督: ブリジット・ルフェーブル[794][795][796][797][798][799][800][801][802][803][804][805][806]
- 2005年 ベルリン国立バレエ団[251]
- 2005年 英国ロイヤル・バレエ団 総裁: チャールズ皇太子 芸術監督: モニカ・メイスン[807][808][809][810][811][812][813][814][815][816][817][818][819]
- 2005年 シュツットガルト・バレエ団 シュツットガルト州立劇場 総支配人: ハンス・トランクル シュツットガルト・バレエ団 芸術監督: リード・アンダーソン[820][821][822][823][824][825][826]
- 2006年 モーリス・ベジャール・バレエ団（ベジャール・バレエ・ローザンヌ） 芸術監督: モーリス・ベジャール 副芸術監督: ジル・ロマン[827][828][829][830][831][832][833][834][835][836][837][838]
- 2007年 ルグリと輝ける仲間たち メラニー・ユレル、アクセル・イボ、ヤン・サイズ、グレゴリー・ドミニャック、ローラ・エッケ、オドリック・ベザール、ステファン・ビュヨン、ミュリエル・ズスペルギー、マニュエル・ルグリ、ドロテ・ジルベール、マチュー・ガニオ、ミュリエル・ズスペルギー、ヤン・サイズ、エレオノーラ・アバニャート、ステファン・ビュヨン、マチルド・フルステー、ローラ・エッケ、グレゴリー・ドミニャック、シャルリーヌ・ジザンダネ、マルク・モロー、ミリアム・ウルド=ブラーム、マチアス・エイマン、アニエス・ルテステュ、モニク・ルディエール[839][840][841][842][843][844][845][846][847][848][849]
- 2007年 オーストラリア・バレエ団 理事長: デヴィッド・クロフォード 芸術監督: デヴィッド・マッカリスター[850][851][852][853][854][855]
- 2008年 シュツットガルト・バレエ団 シュツットガルト州立劇場 総支配人: ハンス・トランクル シュツットガルト・バレエ団 芸術監督: リード・アンダーソン[856][857][858][859][860][861][862][863][864][865]
- 2008年 英国バーミンガム・ロイヤル・バレエ 芸術監督: ディヴィッド・ビントリー[866][867][868][869][870][871][872][873][874]
- 2008年 モーリス・ベジャール・バレエ団（ベジャール・バレエ・ローザンヌ） 芸術監督: ジル・ロマン[875][876][877][878][879][880][881][882][883][884][885]
- 2009年 東京バレエ団創立45周年記念『くるみ割り人形』 アリーナ・コジョカル、ヨハン・コボー[886][887][888][889]
- 2009年 デンマーク・ロイヤル・バレエ団 総支配人: エリック・ヤコブセン 芸術監督: ニコライ・ヒュッペ[890][891][892][893][894][895][896][897]
- 2010年 英国ロイヤル・バレエ団 総裁: チャールズ皇太子 芸術監督: モニカ・メイスン[898][899][900][901][902][903][904][905][906][907][908][909][910]
- 2010年 オーストラリア・バレエ団 理事長: クリストファー・ノーブランシュ 芸術監督: デヴィッド・マッカリスター[911][912][913][914][915][916][917]
- 2010年 モーリス・ベジャール・バレエ団（ベジャール・バレエ・ローザンヌ） 芸術監督: ジル・ロマン[918][919][920][921][922][923][924][925][926]
- 2010年 パリ・オペラ座バレエ団 パリ・オペラ座総裁: ニコラ・ジョエル 芸術監督: ブリジット・ルフェーブル[927][928][929][930][931][932][933][934][935][936]
- 2011年 ベルリン国立バレエ団[251]
- 2012年 モンテカルロ・バレエ団[251]
- 2012年 ウィーン国立バレエ団[251]
- 2014年 パリ・オペラ座バレエ団[251]
- 2015年 英国バーミンガム・ロイヤル・バレエ 芸術監督: ディヴィッド・ビントリー[937][938][939][940][941][942][943][944]
- 2015年 モンテカルロ・バレエ団[251]
- 2015年 シュツットガルト・バレエ団 シュツットガルト・バレエ団 芸術監督: リード・アンダーソン[945][946][947][948][949][950][951][952][953]
- 2016年 英国ロイヤル・バレエ団 総裁: チャールズ皇太子 芸術監督: ケヴィン・オヘア[954][955][956][957][958][959][960][961][962][963][964][965][966][967][968]
- 2016年 ミラノ・スカラ座バレエ団[251]
- 2016年 ハンブルク・バレエ団[251]
- 2017年 パリ・オペラ座バレエ団[251]
- 2017年 モーリス・ベジャール・バレエ団（ベジャール・バレエ・ローザンヌ）[251]
- 2017年 イングリッシュ・ナショナル・バレエ 芸術監督: タマラ・ロホ[969][970][971][972][973][974][975][976][977]
- 2018年 ハンブルク・バレエ団[251]
- 2018年 英国バーミンガム・ロイヤル・バレエ[251]
- 2018年 シュツットガルト・バレエ団[251]
- 2019年 英国ロイヤル・バレエ団[251]
- 2020年 パリ・オペラ座バレエ団[251]

#### 世界バレエフェスティバル
世界最高のダンサーを3年毎に日本に集めようという野心的な試みであり、同様な開催例は世界にも類例がない。佐々木忠次が第1回から第12回まで総監督を務めた。招聘ダンサーは以下の通り。
- 1976年 第1回世界バレエフェスティバル マリカ・サビロワ、ムザファル・ブルファーノフ[978]、アリシア・アロンソ、ホルヘ・エスキバル、エヴァ・エフドキモワ、アッティリオ・ラビス、マーゴ・フォンティーン、アイバン・ネイギー、カルラ・フラッチ、パオロ・ボルトルッツィ、ベラ・キーロワ、ウラジーミル・チーホノフ、マイヤ・プリセツカヤ、アントワネット・シブレー、マリアーナ・チェルカスキー、フェルナンド・ブフォネス、コンスタンツ・ベルノン、フランチェスカ・ズンボー、パトリス・バール[979][980][981][982][983][984][985][986]
- 1979年 第2回世界バレエフェスティバル エステラ・エルマン、ジョルジュ・ピレッタ、ヨーコ・イチノ、ヘルギ・トマッソン、コンスタンツ・ベルノン、ピーター・ブロイヤー、マリー・ルイス、パトリシア・マクブライド、ジャン=ピエール・ボンフー、エヴァ・エフドキモワ、ウラジーミル・ゲルヴァン、ルチアナ・サビニャーノ、パオロ・ボルトルッツィ、ギレーヌ・テスマー、アダム・リューダース、ノエラ・ポントワ、シリル・アタナソフ、マリシア・ハイデ、リチャード・クラガン、カルラ・フラッチ、ジェームズ・ウルバン、ジョルジュ・ドン、シンシア・ハーヴェイ、フェルナンド・ブフォネス、マイヤ・プリセツカヤ[987][988][989][990]、ジェニファー・ペニー、マーク・シルヴァー、エカテリーナ・マクシーモワ、ウラジーミル・ワシーリエフ、ロイパ・アラウホ、ホセ・サモラーノ、アリシア・アロンソ、ホルヘ・エスキヴェル[991][992][993][994][995][996][997][998][999]
- 1982年 第3回世界バレエフェスティバル ※昭和音楽大学バレエ研究所の記録なし[1000]
- 1985年 第4回世界バレエフェスティバル アリシア・アロンソ、ホルヘ・エスキヴェル、リーン・ベンジャミン、ローラン・プライス、リン・チャールズ、イヴァン・リスカ、ジョイス・クォーコ、オスカン・アースラン、エヴァ・エフドキモワ、ペーター・シャウフス、カルラ・フラッチ、ゲオルグ・ヤンク、マリシア・ハイデ、リチャード・クラガン、ヨーコ・イチノ、デヴィット・ニクソン、クラウディア・ユング、ピーター・ブロイヤー、ドミニク・カルフーニ、デニス・ガニオ、モニク・ルディエール、パトリック・デュポン、ノエラ・ポントワ、フェルナンド・ブフォネス、ジョルジュ・ドン、ミッシェル・ガスカール[1001][1002][1003][1004][1005]、アレッサンドラ・フェリ、スティーブン・ジェフリース[1006][1007][1008][1009]
- 1988年 第5回世界バレエフェスティバル アリシア・アロンソ、オルランド・サルガード、リン・チャールズ、ジル・ロマン、エヴァ・エフドキモワ、デイヴィット・ニクソン、カルラ・フラッチ、ウラジーミル・デレヴィヤンコ、キンベリー・グラスコ、フェルナンド・ブフォネス、イザベル・ゲラン、パトリック・デュポン、シルヴィ・ギエム、マニュエル・ルグリ、イヴリン・ハート、スティーブン・ハイド、マリシア・ハイデ、リチャード・クラガン、キャサリン・ヒーリー、ペーター・シャウフス、ジジ・ハイヤット、ガマル・グーダ、ドミニク・カルフーニ、デニス・ガニオ、ヤナ・クーロワ、イルジ・ホラック、モニク・ルディエール、シリル・アタナソフ、アニー・マイエ、タマシュ・デートリッヒ、ミッシェル・ガスカール、ダニエル・メジャ[1010][1011][1012][1013][1014][1015][1016]
- 1991年 第6回世界バレエフェスティバル モニク・ルディエール、マニュエル・ルグリ、ジジ・ハイヤット、イヴァン・リスカ、マリ=クロード・ピトラガラ、ハイディ・リオム、ニコライ・ヒュベ、カタジェーナ・グダニェック、ヨーラン・スヴォルベリ、デニス・ガニオ、アニー・マイエ、タマシュ・デートリッヒ、イヴリン・ハート、レックス・ハリントン、ドミニク・カルフーニ、ジャン=シャルル・ヴェルシェール、エヴァ・エフドキモワ、ローラン・イレール、ウルリカ・ハルベリ、キンモ・サンデル、エリック・ヴ=アン、ニーナ・アナニアシヴィリ、アンドリス・リエバ、坂東玉三郎、マリシア・ハイデ、リチャード・クラガン、パトリック・デュポン、リサ・パヴァーン、グレッグ・ホースマン、マルガリータ・クリーク、ファルフ・ルジマートフ[1017][1018][1019][1020][1021]、ヴェロニカ・イワノーワ[1022][1023][1024][1025]、斎藤友佳理[1026]
- 1994年 第7回世界バレエフェスティバル クリスティーヌ・ブラン、ジル・ロマン、小林十市、ジェニファー・ゲルファンド、フェルナンド・ブフォネス、リサ・パヴァーン、グレッグ・ホースマン、マリシア・ハイデ、ジョン・ノイマイヤー、パトリック・デュポン、マリ=クロード・ピエトラガラ、アマンダ・マッケロー、ヴラジーミル・マラーホフ、ドミニク・カルフーニ、ジャン・ブロエックス、エヴァ・エフドキモワ、シルヴィ・ギエム、オリヴァ・マッツ[1027][1028][1029][1030]、イザベル・ゲラン、モニク・ルディエール、マニュエル・ルグリ、アレッサンドラ・フェリ、マキシミリアーノ・グエラ、リチャード・クラガン、ジジ・ハイヤット、ヤヌシュ・マゾン、イブリン・ハート、ニコラ・ル・リッシュ[1031][1032][1033][1034][1035][1036][1037][1038]
- 1997年 第8回世界バレエフェスティバル エリザベット・プラテル、マニュエル・ルグリ[1039][1040]、ヴィヴィアナ・デュランテ、ヴラジーミル・マラーホフ[1041][1042]、ジョナサン・コープ、シルヴィ・ギエム[1043][1044][1045]、アンナ・アントニーチェワ、ドミトリー・ベロゴロフツェフ、マリーヌ・キャステル、アンドレイ・フェドートフ、ローラン・イレール、イヴリン・ハート、レックス・ハリントン、スーザン・ジャフィー、ホセ・カレーニョ、ルシア・ラカッラ、マッシモ・ムッル、アニエス・ルテステュ、ジョゼ・マルティネス、モニク・ルディエール、マリアネラ・ヌニェス、マキシミリアーノ・グエラ、アンナ・ポリカルポヴァ、ロイド・リギンス、マルタ・ロマーニャ、ロベルト・ボッレ、シュテフィ・シェルツァー、オリヴァ・マッツ、ガリーナ・ステパネンコ、ユーリー・クレフツォフ、フェルナンダ・タバレス=ディニス、ホアン・ボアダ、バンジャマン・ペッシュ、ジル・ロマン[1046][1047][1048][1049][1050][1051]、ジェニファー・ゲルファンド、イザベル・セアーブラ、ホアン=ボアダ、マリーヌ・キャステル、アンドレイ・フェドートフ、ドミニク・カルフーニ、ブルース・サンソム、パロマ・ヘレーラ、マキシミリアーノ・グエラ[1052][1053][1054][1055][1056][1057]
- 2000年 第9回世界バレエフェスティバル オレリー・デュポン、マニュエル・ルグリ、アレッサンドラ・フェリ、ヴラジーミル・マラーホフ、カルラ・フラッチ、マッシモ・ムッル、シルヴィ・ギエム、ニコラ・ル・リッシュ、パロマ・ヘレーラ、ホセ・カレーニョ、ヘザー・ユルゲンセン、イリ・ブベニチェク、オットー・ブベニチェク、バルボラ・コホウトコヴァ、ロベルト・ボッレ、アニエス・ルテスリュ、ジョゼ・マルティネス、斎藤友佳理、セルゲイ・フィーリン、ガリーナ・ステパネンコ、アンドレイ・ウヴァーロフ、ジル・ロマン[1058][1059][1060][1061]、クリスティーヌ・ブラン、首藤康之[1062][1063][1064][1065][1066]
- 2003年 第10回世界バレエフェスティバル ポリーナ・セミオノワ、ヴラジーミル・マラーホフ[1067][1068][1069]、アニエス・ルテステュ、ジョゼ・マルティネス[1070][1071][1072]、フィリップ・バランキエヴィッチ、マリーヤ・アレクサンドローワ、セルゲイ・フィーリン、グレタ・ホジキンソン、ロベルト・ボッレ、アリシア・アマトリアン、フリーデマン・フォーゲル、シルヴィア・アッツォーニ、アレクサンドル・リアブコ、アリーナ・コジョカル、アンヘル・コレーラ、オレリー・デュポン、マニュエル・ルグリ、アレッサンドラ・フェリ、ディアナ・ヴィシニョーワ、タマラ・ローホ、ホセ・カレーニョ、ジル・ロマン、ガリーナ・ステパネンコ、アンドレイ・ウヴァーロフ、シルヴィ・ギエム、ニコラ・ル・リッシュ、バルボラ・コホウトコヴァ、イナキ・ウルレザーガ[1073][1074][1075][1076][1077]、マルセロ・ゴメス、ジル・ロマン[1078][1079][1080][1081][1082][1083][1084][1085][1086]
- 2006年 第11回世界バレエフェスティバル ※昭和音楽大学バレエ研究所の記録なし[1087]
- 2009年 第12回世界バレエフェスティバル マリア・コチェトコワ、ダニール・シムキン[1088]、エレーヌ・ブシェ、ティアゴ・ボァディン、アリーナ・コジョカル、ヨハン・コボー、ベルニス・コピエテルス、ジル・ロマン、ルシンダ・ダン、ロバート・カラン、オレリー・デュポン、マニュエル・ルグリ、マリア・アイシュヴァルト、フィリップ・バランキエヴィッチ、シルヴィ・ギエム、ニコラ・ル・リッシュ、アニエス・ルテステュ、ジョゼ・マルティネス、マリアネラ・ヌニェス、ティアゴ・ソアレス、ナターリヤ・オシポワ、レオニード・サラファーノフ、シオマラ・レイエス、ホセ・カレーニョ、タマラ・ロホ、ヤーナ・サレンコ、ズデネク・コンヴァリーナ、ポリーナ・セミオノワ、フリーデマン・フォーゲル、上野水香、マチュー・ガニオ、ディアナ・ヴィシニョーワ、ヴラジーミル・マラーホフ、スヴェトラーナ・ザハロワ、アンドレイ・ウヴァーロフ[1089][1090][1091][1092]、フレデリコ・ボネッリ[1093]、レイチェル・ローリンズ、エリザベット・ロス、デヴィッド・マッカテリ[1094][1095][1096][1097][1098][1099][1100]
- 2012年 第13回世界バレエフェスティバル タマラ・ロホ、スティーヴン・マックレー[1101][1102]、エレーヌ・ブシェ、ティアゴ・ボァディン、アリーナ・コジョカル、ヨハン・コボー、オレリー・デュポン、マニュエル・ルグリ、マリア・アイシュヴァルト、マライン・ラドメーカー、アニエス・ルテステュ、ジョゼ・マルティネス、ウリヤーナ・ロパートキナ、オレシア・ノヴィコワ、レオニード・サラファーノフ、ナターリヤ・オシポワ、イワン・ワシーリエフ、エリザベット・ロス、ジル・ロマン、ヤーナ・サレンコ、ダニール・シムキン、ポリーナ・セミオノワ、フリーデマン・フォーゲル、イーゴリ・ゼレンスキー、上野水香、マシュー・ゴールディング、ディアナ・ヴィシニョーワ、ヴラジーミル・マラーホフ、スヴェトラーナ・ザハロワ、アンドレイ・メルクーリエフ、マルセロ・ゴメス[1103][1104][1105][1106][1107][1108]、ジョシュア・オファルト、ステファン・ビュリョン、エフゲーニャ・オブラスツォーワ、マチュー・ガニオ、カテリーナ・シャルキナ、オスカー・シャコン[1109][1110][1111][1112][1113]
- 2015年 第14回世界バレエフェスティバル[251]
- 2018年 第15回世界バレエフェスティバル[251]
- 2021年 第16回世界バレエフェスティバル[251][1114]